# Bellardia trixago
Bellardia trixago – gatunek roślin z rodziny zarazowatych (Orobanchaceae) z monotypowego rodzaju Bellardia. Zasięg obejmuje basen Morza Śródziemnego – południową Europę, południowo-zachodnią Azję (po Iran na wschodzie) oraz północną i wschodnią Afrykę na południu sięgając po Kenię. Poza tym występuje też na półkuli południowej w Południowej Afryce. Jako gatunek introdukowany rośnie w Niemczech, na obu kontynentach amerykańskich i na Tasmanii.

## Morfologia

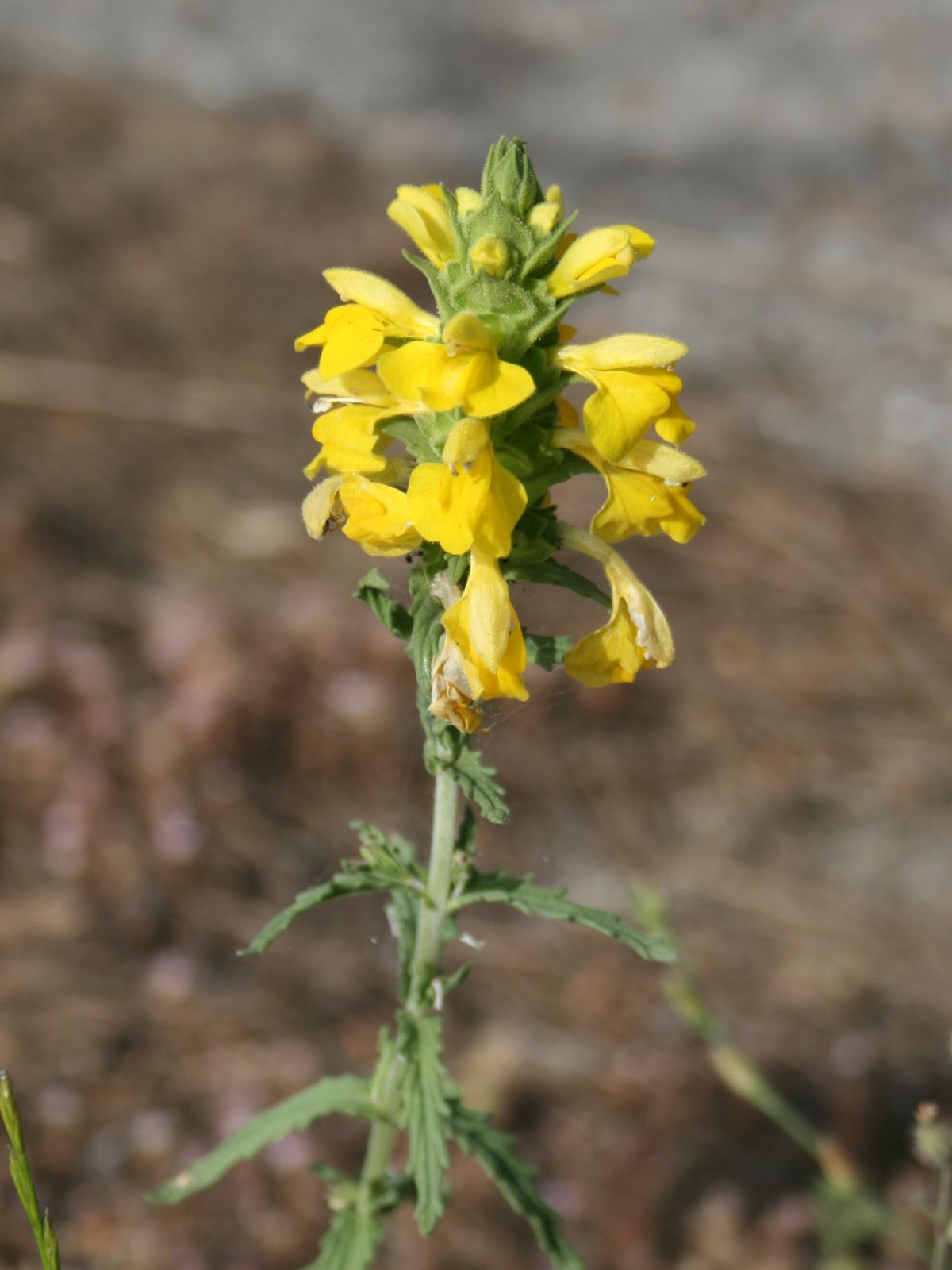
Forma o żółtych kwiatach

PokrójRoślina zielna o łodygach pojedynczych, rzadziej rozgałęzionych, prosto wzniesionych, osiągających od kilku cm do 60, rzadko 70 cm wysokości. Łodygi są pokryte sztywnymi, białawymi i skierowanymi w dół włoskami.
LiścieNaprzeciwległe, w 12–22 parach, o nasadach obejmujących łodygę, blaszkach lancetowatych do równowąskich, zaostrzonych, osiągających od 1 do 9 cm długości i do 2 cm szerokości. Na brzegu blaszki znajdują się 4–8 ząbków.
KwiatyZebrane w gęste w czasie kwitnienia grono (rozluźnia się w czasie owocowania). Kwiaty wsparte są przysadkami wcinanymi w dolnej części kwiatostanu i całobrzegimi w górnej jego części. Kwiaty osadzone są na krótkich szypułkach do 1,5 mm długości. Kielich jest bocznie spłaszczony o długości ok. 1 cm, gęsto owłosiony i rozcięty do połowy; działki są nierówne. Korona dwuwargowa, o długości do 2,5 cm, jedno- lub dwubarwna – z górną wargą różowawą, fioletową lub kremowożółtą i dolną wargą białawą lub żółtawą. Górna warga węższa i krótsza od dolnej, która podzielona jest na trzy równe łatki. Pręciki schowane w rurce korony. Zalążnia w górnej części i szyjka słupka owłosione. Znamię maczugowate.
OwoceTorebki jajowate o długości ok. 1 cm, lekko bocznie spłaszczone i owłosione. Nasiona 0,5–1 mm długości o łupinach gładkich lub prążkowanych.

## Biologia i ekologia
Roślina jednoroczna kwitnąca od marca do lipca. Rośnie na różnych glebach na siedliskach ruderalnych, w widnych miejscach w makii, nad rowami, na pastwiskach i polach. Występuje na terenach niżej położonych, w górach sięga do 1300 m n.p.m.

## Systematyka
Gatunek z monotypowego rodzaju Bellardia All. z rodziny zarazowatych Orobanchaceae, w której obrębie klasyfikowany jest do plemienia Rhinantheae. W niektórych ujęciach rodzaj jest szerzej ujmowany i zaliczane są tu oba gatunki z rodzaju Parentucellia. Tradycyjnie gatunek zaliczany był do szeroko ujmowanego rodzaju Bartsia jako B. trixago L. klasyfikowanego do także szeroko ujmowanej rodziny trędownikowatych Scrophulariaceae.